# Estuario del río Guadiaro
El estuario del río Guadiaro es un área protegida en el término municipal de San Roque junto a la urbanización de Sotogrande, en la comarca andaluza del Campo de Gibraltar.
La declaración de este paraje natural fue aprobada junto al Inventario de Espacios Naturales Protegidos de Andalucía en 1989, con una extensión original de 27 hectáreas que se correspondían al estuario formado en la desembocadura del río Guadiaro. En noviembre de 2013, el paraje fue ampliado en 8 hectáreas con el último tramo del río quedando protegidas un total de 35 hectáreas. Este enclave también ha sido declarado Zona de Especial Protección para las Aves en 2002 y en la modificación de 2013 quedaba declarado también cono Zona de Especial Conservación (ZEC) y su integración en la Red Natura 2000.

## Flora y fauna
El régimen de aguas del estuario no depende de las mareas debido a la escasa importancia de éstas en el Mediterráneo por lo que las especies vegetales presentes no deben soportar la salinidad como ocurre en otros humedales costeros próximos. La flora, por consiguiente, es similar a otras zonas ribereñas de la región mediterránea, juncos, castañuelas, carrizos, tarajes, lentiscos, zarzas, acebuches y fresnos.
Es numerosa la presencia de poblaciones migradoras de aves que utilizan estas marismas durante su paso por el estrecho de Gibraltar. Cabe destacar la presencia de la garceta común, la garza real, la garza imperial, la espátula, el  flamenco común, el águila pescadora, el correlimos tridáctilo, el  correlimos común, el archibebe común, el vuelvepiedras, el charrán patinegro y la pagaza piconegra. Dentro de las especies residentes en el entorno destaca la presencia de la nutria y la lamprea marina, especies fuertemente amenazadas.

## Conservación
A pesar de su indudable interés, las medidas de protección con las que cuenta el paraje son escasas y en ningún caso subsanan los principales problemas de conservación del entorno. La dinámica del estuario ha sido fuertemente degradada durante las últimas décadas debido al desvío de gran parte del cauce del río hacia Cádiz occidental al igual que a la extracción de áridos que se llevaba a cabo en el lugar con el objetivo de suplir la necesidad de materiales para la construcción de las urbanizaciones cercanas. De esta manera, el antiguo delta situado en la desembocadura del río ha desaparecido siendo ocupado el lugar por el puerto deportivo de Sotogrande. Hoy en día, el principal problema de conservación del estuario es el proceso de colmatación debido a la modificación de la dinámica hídrica natural del río al desviar parte del caudal hacia Cádiz occidental para uso en agricultura y otros intereses. A corto plazo, la reducción del agua que llega al estuario puede ocasionar la pérdida del ecosistema, un efecto de degradación que puede ser exacerbado por el cambio climático y la detectada reducción del régimen fluvial en la región.  Además la presencia de numerosas especies alóctonas e introducidas está causando el desplazamiento de la flora local; así destacan por su abundancia las cañas y el plumero de la Pampa. Por otra parte, la construcción de pasarelas de madera por parte de la Dirección general de Costas, en un intento por aumentar el valor didáctico del paraje, ha provocado un aumento en el número de visitantes en zonas internas de la marisma con las consiguientes molestias para la fauna.

## Ocio y deporte
El estuario del río Guadiaro produce en su desembocadura al mar Mediterráneo fondos de arena fina y gruesa que generan en combinación con el mar de levante y el espigón de piedras la ola de surf más popular en el litoral mediterráneo de Andalucía. La práctica del surf y bodyboard en esta zona esta estrechamente ligada con la salud ambiental del estuario ya que la colmatación de la desembocadura previene la formación de olas a la vez que empeora de forma significante la calidad del agua y la mortalidad de especies acuáticas. Dichos practicantes en la zona han resaltado la progresiva perdida de la ola con la degradación del cauce del río en las últimas dos décadas.